# ガッツマン (お笑いコンビ)
ガッツマンは、かつてワタナベエンターテインメントに所属していた日本のお笑いコンビ。旧コンビ名はゴールデンエイジ。2019年9月、コンビ名を「ガッツマン」に改名した事が伝えられた。

## メンバー
- ヤマト（1989年1月13日（36歳） - ）
  - ボケ担当[2]
  - 本名：大和 秀行（やまと ひでゆき）[4]
  - 埼玉県川口市出身[5]
  - 武南高等学校卒業、東京経済大学中退[5]
  - 身長172cm[6]
  - 本心では高校卒業後、すぐにでも芸人になりたかったが、この時は決断に至らず、大学に入学した。しかし本人はやはり芸人になりたいと言う思いが強く、大学を退学した[2]。
  - 阪神タイガースファン[7]。野球トークが得意[8]。甲子園球場と東京ドーム、両方で実際にグラウンドで野球をしたことがある[9]。
  - 趣味は料理、酒[10]。
  - 特技は遠投、バク転、縄跳び[11]。
  - 高校生の時からお笑いをやりたく、高校の文化祭で漫才やったが、この時の相方のツッコみ方が埼玉県在住なのに関西弁で、それが気になって仕方無く、高校卒業後はその相方と一緒に活動することは無かった[12]。
  - 2019年9月8日に、一般女性と入籍[3]。

- たっぷり藤原（たっぷりふじわら、1988年7月15日（36歳） - ）
  - ツッコミ担当[2]
  - 本名： 藤原 広迪（ふじわら ひろみち）[4]
  - 埼玉県川口市出身[12]。
  - 父親は大工。父と一緒に大工の仕事をする目的で、建築（インテリア）関係の専門学校を卒業[12][2]。
  - 身長180cm[6]
  - かつてサッカー、剣道をやっていた[13]。
  - 趣味は銭湯、アウトドア[11]。
  - 特技は接客、ダーツ、デッサン、部屋の模様替え[11]。

## 略歴
二人とも同じ中学の同級生で、中学3年生の時に同じクラスになり、座席も前後同士だった。それまであまり接点も無かった同士で、お互いの第一印象は「背がでかい」（ヤマト→藤原）、「背が小さいが頭がでかい」（藤原→ヤマト）というものだった。
お互い大学、専門学校をそれぞれ卒業し、就職せずアルバイトをしていたところで、ヤマトから藤原を誘って2010年10月、ワタナベコメディスクールに13期生として入学。最初藤原は父と一緒に仕事をするために誘いを断ったが、ヤマトは同スクールのオーディションのエントリーを藤原に内緒で準備し、藤原を「友達のパーティーでネタをやる」と言って誘い出し、同スクールの前で本当のことを打ち明けた。それでも藤原は承諾しなかったが、ヤマトが「これで売れなかったら50万円の学費を（藤原に）払う」と言って承諾をもらい、ヤマト曰く「一年がかりで口説き落とし」て結成に至った。
1年後の卒業公演を経ての審査ではワタナベエンターテインメント所属にならず、その後フリーでの活動の後、約2年後に同事務所所属となった。
ヤマトの結婚を機に、コンビ名をゴールデンエイジからガッツマンに改名。かつてゴールデンエイジ時代に実施した単独ライブのタイトルをそのまま新コンビ名にした。
2021年3月31日をもって、解散する事を発表。藤原は芸人を引退する。
M-1グランプリ2021にて、ヤマトはマービンJr.、みんなのたかみち、ワタリ119、いおり、こたけ正義感らの他芸人ではない実弟にまで声をかけて相方を変えた8組のユニットで出場し、そのうち「むさし野」（マービンJr.）「ストロングマン」（大崎）、「Hi TEENS」（いおり）、「ブルーマウンテン」（こたけ正義感）、「東ニホンズ」（元ういろうプリン内間一彰）の5組で1回戦を突破した。後に、2022年のワタナベお笑いNo.1決定戦には「Hi TEENS」のみにエントリーを絞って出場、準決勝で敗退し、動画再生回数で争う敗者復活戦まで進出していたが解散。その後「モンローズ」の宮本とユニット「明るい炎」として活動。M-1グランプリ2023では3回戦に進出した。しかし、宮本が元コウテイの九条ジョーと「レ・ヴァン」を結成したためコンビを解消。2024年にバッドナイス常田とコンビ「ホタルイカ」を結成。M-1グランプリ2024では3回戦に、のむシリカPresents お笑いJACKPOTでは第4回から4大会連続で決勝戦に進出した。

## 芸風
漫才、コントとも演じている。藤原のツッコミを受けてヤマトは何でも「いるよ」と言い返し、藤原を困らせるというようなネタを展開。漫才では、コント漫才に入るがヤマトがコントの役柄からなかなか抜けないというネタを展開する。
2016年のキングオブコントでは2回戦まで進出、同年のM-1グランプリでは3回戦まで進出。2020年のM-1グランプリでは準々決勝まで進出。

## 出演
- 日立 世界・ふしぎ発見!（TBS）- 2016年1月9日、藤原のみ
- ネプ&ローラの爆笑まとめ!（TBS）- 2016年8月27日（直前SP）、2016年12月10日（直前SP）
- ZIP!（日本テレビ）- 「ワラガチャ!」コーナー 2016年7月25日初出演 以後不定期レギュラー出演

### ラジオ
- ナベラジ（ソラトニワ原宿FM）- 毎週土曜20:00 レギュラー

### インターネット放送
- #日本で一番カワイイ女の子をこの番組が、決めちゃうゾTV（AbemaTV）- 隔週レギュラー